# Молошковичі
Моло́шковичі — село в Україні, у Яворівському районі Львівської області.
Населення становить 678 осіб. Орган місцевого самоврядування — Новояворівська міська рада. Згадується в 1375 році у надавчому привілеї Владислава Опольського братам Херборду і Фридрижу, званими Панчями. Їм було надано села Чолгині, Мужиловичі та Підлуби.
Як подає «Історія міст і сіл Української РСР», у 1930-х рр. у селі було створено осередок Комуністичної партії Західної України.
Колишній орган місцевого самоуправління -  Бердихівська сільська рада.

## Галерея

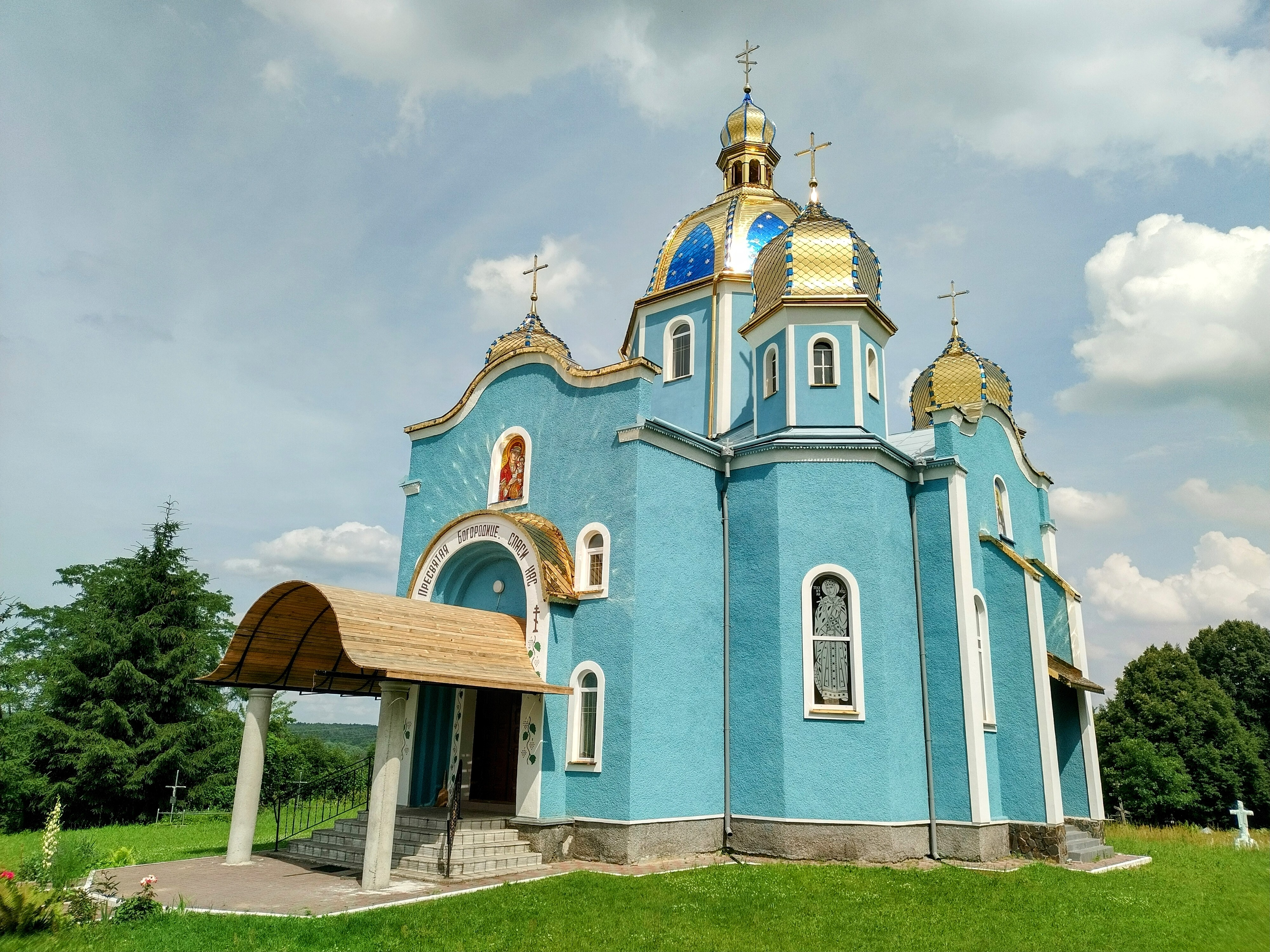
Церква Різдва Пресвятої Богородиці (ПЦУ)
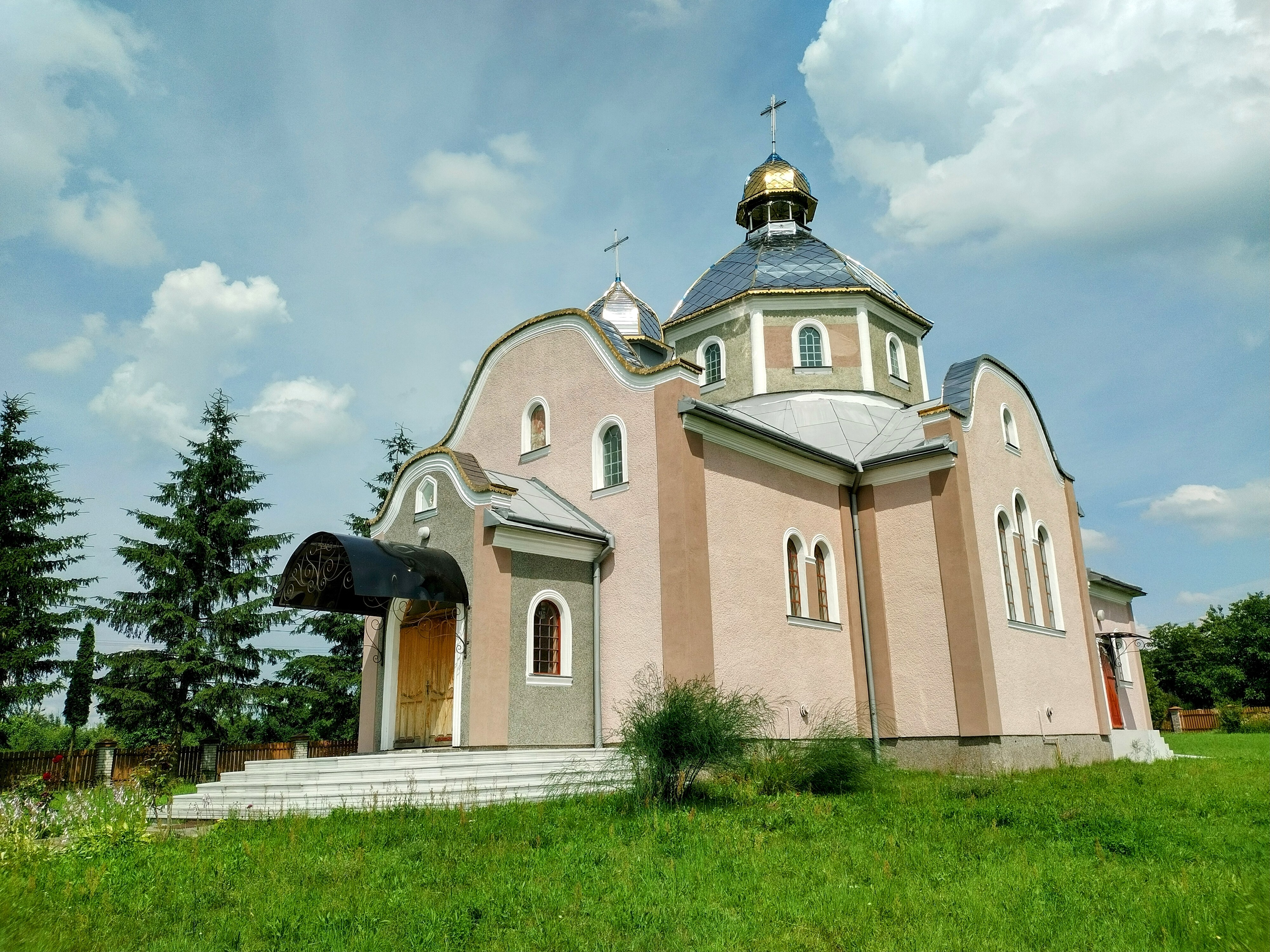
Церква Різдва Пресвятої Богородиці (УГКЦ)